# Manuel Prats
Manuel Prats Guerendiain (Portugalete, 1º gennaio 1902 – 22 settembre 1976) è stato un calciatore spagnolo, di ruolo centrocampista.

## Carriera

### Club
Ha sempre giocato nel campionato spagnolo.

### Nazionale
Con la maglia della Nazionale è sceso in campo nove volte tra il 1927 e il 1930.